# Valeri Priiomka
Valeri Priiomka (belarusă Валер Прыёмка, rusă Валерий Приёмка; n. 15 iunie 1983, Minsk, RSS Bielorusă, URSS) este un scrimer belarus specializat pe sabie, vicecampion european pe echipe în 2007 și vicecampion mondial pe echipe în 2011.
A participat la Jocurile Olimpice de vară din 2008 de la Beijing, unde s-a clasat pe locul 27 după ce a fost învins de românul Mihai Covaliu în tabloul de 32. La Londra 2012 s-a oprit din nou în tabloul de 32, fiind învins de italianul Aldo Montano.

## Legături externe
- Prezentare Arhivat în 17 iunie 2015, la Wayback Machine. la Confederația Europeană de Scrimă
- en Valeri Priiomka la Olympedia.org